# Departamento de Informática da Universidade Federal de Viçosa
O DPI-UFV é o Departamento de Informática da Universidade Federal de Viçosa. Criado em 30 de abril de 1992 o departamento é o responsável por ministrar a maioria das disciplinas do curso de Bacharelado em Ciência da Computação (antigo Bacharelado em Informática), curso este reconhecido nacionalmente pela sua excelência acadêmica.

## Histórico
Oficialmente criado em 30 de abril de 1992, o Departamento de Informática (DPI) surgiu em virtude da dificuldade de coordenação de um grande número de atividades com características distintas dentro de um mesmo departamento. A atuação diversificada do Departamento de Matemática (DMA) nas áreas de Matemática Pura, Ciência da Computação e Estatística constituía uma tarefa de difícil coordenação. O DMA era responsável por diversas disciplinas de graduação e pós-graduação, além da administração de todos os laboratórios de informática destinados ao ensino na Universidade.
A ideia de se criar o Departamento de Informática originou-se de um grupo de professores que atuavam na área de Ciência da Computação. A proposta foi submetida ao Colegiado do DMA em 7 de fevereiro de 1992, tendo sido aprovada por unanimidade. No dia 30 de abril de 1992 foram inauguradas as instalações do DPI, localizadas no antigo prédio da Prefeitura do Campus. O novo departamento agrupava os professores das áreas de Ciência da Computação, Estatística e Pesquisa Operacional, e contava com um laboratório de computadores e gabinetes para os professores da Ciência de Computação, além da infra-estrutura necessária para o desenvolvimento de atividades de ensino e pesquisa na área, promovendo a consolidação do curso de Bacharelado em Informática e inserindo toda a comunidade universitária em um novo contexto de uso dos recursos computacionais. Os professores da área de Estatística permaneceram nas instalações do DMA até a conclusão das novas instalações do prédio do Centro de Ciências Exatas e Tecnológicas (CCE). Em fevereiro de 2000, o DPI passou a ocupar a ala B dos 3º e 4º andares do prédio do CCE, onde passou a contar com um espaço físico mais adequado para o desenvolvimento de suas atividades. São 32 salas de gabinetes para professores, 8 laboratórios de ensino de graduação, pós-graduação e pesquisa e diversas salas de apoio como secretarias, sala de reuniões, sala de alunos de pós-graduação, etc.

## Recursos Humanos
Atualmente o DPI conta com um total de 27 professores, efetivos, mais 2 substitutos e 1 associado. Na área de computação são 14 professores efetivos, 2 substitutos e 1 associado e na área de estatística são 11 professores efetivos. Dos 25 professores efetivos, 19 são doutores, 5 são mestres e 1 é especialista.
O DPI possui atualmente, entre assistentes administrativos e apoio, um total de 11 funcionários responsáveis pelo atendimento e serviços em dois setores distintos (prédio do CCE e prédio da CEF). Além do expediente diurno, os laboratórios gerenciados pelo DPI funcionam até as 23 horas durante a semana e aos sábados pela manhã.

## Recursos Computacionais
O Departamento gerencia vários laboratórios de computação contendo PCs e servidores, todas as máquinas conectadas à Internet via UFVNet que conta com um link de acesso à internet de 144 Mb/s.
A partir de 1996, o DPI assumiu a administração do Laboratório de Informática, localizado no 2º andar do prédio da Caixa Econômica Federal no campus da UFV, para atendimento aos alunos dos diversos cursos da universidade, principalmente para realização da parte prática das disciplinas de Introdução à Programação e Introdução à Computação as quais são disciplinas de massa.
O Departamento de Informática possui vários laboratórios destinados às atividades de ensino, pesquisa e extensão, sendo alguns abertos a estudantes de todos os cursos e outros de uso dedicado dos alunos de Ciência da Computação dos cursos de graduação e pós-graduação. Ao todo o DPI gerencia mais de 150 máquinas conectadas em rede. O DPI possui três laboratórios de pesquisa, cujos equipamentos foram obtidos por meio de projetos financiados pela FINEP, CNPq e FAPEMIG.

## Atividades Desenvolvidas
O DPI é responsável pelo oferecimento da maioria das disciplinas para o curso de Bacharelado em Ciência da Computação, antigo Bacharelado em Informática, cursos nos quais já se formaram mais de 600 profissionais. O curso de Ciência da Computação obteve o conceito A na avaliação do MEC em 2000 e vem tendo grande procura nos vestibulares.
Além disso, o DPI oferece disciplinas das áreas de computação e estatística para a maioria dos cursos de graduação da UFV.
O DPI vem aumentando significativamente sua atuação na pós-graduação. No período de 2000 a 2002 o DPI ofereceu, em convênio com o Departamento de Ciência da Computação da UFMG, o curso de Mestrado em Ciência da Computação, com oito vagas anuais. Em fevereiro de 2004 a CAPES aprovou a criação do curso de Mestrado Stricto Sensu em Ciência da Computação da UFV. Em abril deste mesmo ano iniciou a primeira turma com seis estudantes. Em 2005, entraram no mestrado oito estudantes e a partir de 2006 o número de vagas subiu para dezesseis.
A área de estatística sempre deu uma grande contribuição para a pós-graduação na UFV, tanto no oferecimento de disciplinas quanto na orientação e aconselhamento de alunos de mestrado e doutorado de diversos cursos. Em junho de 2006 a CAPES aprovou a criação do mestrado em Estatística Aplicada e Biometria, nível 4, tendo a primeira turma iniciado já no segundo semestre de 2006.
O DPI também é responsável por um curso de pós-graduação Lato Sensu em Desenvolvimento de Sistemas para a Internet.

## Mestrado em Ciência da Computação
A primeira turma iniciou o curso em Março/2004. O número de vagas evoluiu de 6 vagas em 2004, para 8 vagas em 2005 e finalmente 20 vagas em 2006. A seleção segue o regimento da Pós-Graduação da UFV, com data Final para entrada da documentação no mês de setembro de cada ano.
Em 2007, passamos pela avaliação trienal da CAPES, abrangendo os anos de 2004-2005-2006, tendo sido mantido o Nível 3. A próxima avaliação trienal ocorrerá em 2010, abrangendo o triênio 2007-2008-2009.

### Objetivo
O objetivo do Curso de Pós-Graduação em Ciência da Computação, em nível de Mestrado, é o de formar profissionais altamente qualificados em Ciência da Computação. Nosso foco é buscar permanentemente benefícios para o meio científico, para a UFV e para o desenvolvimento regional e nacional.

### Histórico do Curso
No ano de 2000, celebramos um convênio com o DCC - Departamento de Ciência da Computação da UFMG, o que possibilitou a abertura de turmas do Mestrado do DCC aqui na UFV. O convênio durou três anos, e foram aceitos oito alunos por ano, num total de 24 alunos. Desses, 21 defenderam as dissertações, tendo recebido o título de Mestre pela UFMG. Em resumo, o convênio funcionava da seguinte maneira: os candidatos se inscreviam na UFMG, para fazer o curso na UFV; a seleção era feita no DPI com participação de um professor do DCC; as disciplinas do DCC eram lecionadas no DPI; as orientações eram feitas por docentes do DPI, com participação de um co-orientador do DCC em cada uma delas; as defesas ocorreram todas no DCC, e os alunos receberam o título de Mestre pelo DCC-UFMG.
Esse esforço abriu o caminho para a montagem do processo de criação do nosso mestrado próprio, submetido à CAPES no final de 2003. Nossa solicitação foi aprovada em Fevereiro de 2004, quando nosso curso começou o funcionamento, com nível 3 e com uma primeira turma de 6 alunos.

### Áreas De Concentração e Linhas de Pesquisa do Curso
O curso tem duas áreas de concentração, seguindo a classificação de áreas vigente no CNPq: Metodologias e Técnicas da Computação e Sistemas de Computação.

#### Metodologias e Técnicas Da Computação
Sistemas de informação - Investigação sobre sistemas de informações para apoio à decisão, sua tipologia, arquiteturas, ferramentas, técnicas e métodos para sua obtenção, e a sua aplicação a problemas reais de decisão nas empresas modernas, particularmente aquelas do setor do agronegócio. Sistemas de informação geográfica, métodos para representação e manipulação de mapas, algoritmos geométricos e bancos de dados geográficos também estão incluidos nessa linha.
Engenharia de software - Investigação sobre processos de desenvolvimento de software e seus desdobramentos, sobre a engenharia de software baseada em agentes apoiados ou não por ontologias, e sobre a engenharia de software empírica, apoiada por técnicas experimentais. Investigação de técnicas para aprimorar os processos de interação homem-computador: projeto, avaliação e implementação de sistemas computacionais interativos a serem usados por seres humanos.

#### Sistemas De Computação
Redes e Arquitetura de Sistemas de Computação - Investigação de problemas relacionados com sistemas distribuídos e computação reconfigurável, redes de computadores e computação móvel,com ênfase em redes de alta velocidade e suporte a transmissão de mídias contínuas, redes sem fio e aplicações de alto desempenho.

## Pós-graduação Lato Sensu em Desenvolvimento de Sistemas para a Internet
O curso de pós-graduação lato sensu em Computação teve início no ano de 2000, sendo oferecido por meio de um convênio com o Instituto Granbery, na cidade de Juiz de Fora-MG. Neste convênio foram oferecidas seis turmas, para um total de 100 alunos aproximadamente.
Em 2007-2008 o curso foi oferecido na cidade de Viçosa, nas dependências do Departamento de Informática.
A partir de 2009 o curso foi reformulado e passa a oferecer um conteúdo mais específico e mais prático, com ênfase na formação de profissionais mais especializados e que irão atuar, ou já atuam no desenvolvimento de sistemas para Internet.

### Objetivo
Formar profissionais com conhecimento para o desenvolvimento e gerenciamento do processo de desenvolvimento de software voltado para a Internet, visando o produção de software robusto, escalável e com desempenho compatível com as necessidades dos usuários.

## Grupos de Pesquisa

### Maratona de Programação
Em 2007 foi criado no departamento um grupo de estudos com a finalidade de preparar os alunos para participar da Maratona Brasileira de Programação. Como aquecimento para as etapas classificatórias, 3 equipes de alunos de Ciência da Computação foram convidadas a participar da Maratona Doctum de Programação, evento que reuniu mais de 10 faculdades em uma grande competição na cidade de Caratinga, MG. Nesta primeira experiencia em competições deste tipo, as equipes do DPI conseguiram os 1º, 2º e 4º lugares gerais na competição .
Ainda neste mesmo ano, na estreia em competições oficiais de equipes do departamento, a equipe "They tell and they tell" representante do departamento foi campeã regional da etapa classificatória da Maratona Brasileira de Programação, tendo para isso, conseguido melhor desempenho que equipes formadas por alunos de instituições com tradição em participar da Maratona. No ano de 2008 novamente 3 equipes do departamento participaram da Maratona oficial tendo mantido o alto desempenho.

### EMViewshed
EMViewshed is an efficient algorithm used to viewshed computation on huge terrains stored in the external memory.
It was developed using C++ programming language and it is able to process DEMs with more than 6GB. This algorithm also processes part of the data in the internal memory in order to improve the processing efficiency.

### Outras Pesquisas Realizadas
Diversas pesquisas estão sendo realizadas simultaneamente por vários professores a alunos todos os anos no departamento, a maioria delas de caráter acadêmico em projetos financiados pelo CNPq, Fapemig e outros fundos de amparo a pesquisa.
Estes projetos se concentram em áreas tais como Inteligência Artificial, Pesquisa Operacional, Geoprocessamento, AgroInformática, Engenharia de Software, Processamento Digital de Imagens, Organização Estruturada de Computadores, Redes de Computadores, BioInformática, entre muitos outros. Informações sobre outras pesquisas podem ser encontradas nas páginas pessoais dos professores do departamento (link na sessão "pessoas" do site do departamento).

## Reconhecimentos ao Curso de Ciência da Computação e Competições com Participação dos Alunos

### Reconhecimentos ao Curso
- O curso de Ciência da Computação UFV foi considerado o 3º melhor do país, se considerados apenas a categoria "Ciência da Computação" na avaliação do MEC de 2008. Pela mesma avaliação o curso foi considerado o 4º melhor do país se considerados todos na categoria "Ciência da Computação, Engenharia da Computação ou Sistemas de Informaçẽos" [3].
- O curso de Ciência da Computação da UFV foi um dos 47 cursos, dos mais de 7.000 cursos avaliados pelo ENADE/MEC em todas as áreas do conhecimento, a ganharem o reconhecimento de "Excelente" por terem atingido a nota máxima na avaliação [4].
- Pelo segundo ano consecutivo o curso recebeu a nota máxima do "Guia do Estudante" da Editora Abril sendo agraciado com 5 estrelas[5]. Sendo o único curso de Ciência da Computação em Minas Gerais a receber esta classificação máxima. Além disso, corroborou para a visibilidade do curso o fato dele estar sediado na melhor universidade de Minas Gerais, segundo o MEC[6], e terceira melhor do país segundo o mesmo instituto.
- O curso recebeu avaliação A (nota máxima) na última avaliação do MEC no ano de 2000 [7].

### Competições Com Participação dos Alunos
- O departamento é bicampeão do Desafio Sebrae tendo a equipe Computeiros Móveis, formada exclusivamente por alunos do curso de Ciência da Computação do DPI, vencido a etapa estadual mineira no ano de 2006 e sendo finalistas nacionais [8]. No ano de 2007 a equipe Milagres ganhou novamente a etapa estadual e foi semi-finalista nacional [9]. No ano seguinte de 2008, 5 equipes formadas por alunos do DPI (dos 20 finalistas estaduais) estiveram na disputa durante as finais estaduais.
- Alunos do departamento recentemente começaram a participar da Maratona Brasileira de Programação, no primeiro ano de participação, em 2007, foi feita uma Maratona de treinamento que ocorreu na cidade de Caratinga com a participação dos alunos da UFV e de diversos outras cidades da rede Doctum de faculdades [10]. Neste mesmo ano a equipe "They Tell and They Tell" conseguiu se classificar em primeiro lugar regional para a final nacional da Maratona Brasileira de Programação. No ano de 2008 foi oferecida uma disciplina optativa no departamento voltada exclusivamente para estudo de algoritmos e técnicas de resolução de problemas visando a Maratona de Programação. No ano seguinte, já em 2009, a equipe "They Tell and We Write" se classifica para a final nacional como primeiro lugar regional.